# Zemeros lushanensis
Zemeros lushanensis is een vlindersoort uit de familie van de prachtvlinders (Riodinidae), onderfamilie Nemeobiinae.
Zemeros lushanensis werd in 2001 beschreven door Chou & Yuan.